# Chirurdzy (seria 13)
Trzynasty sezon amerykańskiego serialu medycznego Grey’s Anatomy: Chirurdzy został zamówiony 3 marca 2016 roku przez stację ABC. Premiera nastąpiła 22 września 2016 w Stanach Zjednoczonych na ABC. Sezon jest wyprodukowany przez ABC Studios we współpracy Shondaland oraz The Mark Gordon Company. Z serialu odchodzi Jerrika Hinton.

## Główna obsada
- Ellen Pompeo jako Meredith Grey
- Justin Chambers jako Alex Karev
- Chandra Wilson jako Miranda Bailey
- James Pickens Jr. jako Richard Webber
- Kevin McKidd jako Owen Hunt
- Jessica Capshaw jako Arizona Robbins
- Sarah Drew jako April Kepner
- Jesse Williams jako Jackson Avery
- Camilla Luddington jako Jo Wilson
- Jerrika Hinton jako Stephanie Edwards
- Caterina Scorsone jako Amelia Shepherd
- Kelly McCreary jako Margaret "Maggie" Pierce
- Jason George jako dr Ben Warren
- Giacomo Gianniotti jako dr Andrew DeLuca
- Martin Henderson jako dr Nathan Riggs

## Drugoplanowe
- Joe Adler jako dr Isaac Cross
- Debbie Allen jako dr Catherine Avery

## Gościnne występy
- Sumalee Montano jako Lena McCallister[3]
- Kimberly Quinn jako Reena Thompson[3]
- Rusty Schwimmer jako Patricia Phillips[3]
- Jen Lilley jako Kara[4]
- Ravi Patel jako Tamir Dahr[5]
- Phoebe Dorin jako June[6]
- Heidi Sulzman jako Samantha[6]
- Henree Alyse jako Lily[6]
- Cece Paige jako Karen[6]
- Erica Green jako Chelsea[6]
- Lina Green jako Chandler[6]
- Andrew Thacher jako Sean[6]
- Don R. Williams jako Andy[6]
- Tessa Ferrer jako Leah Murphy[7]
- Marika Domińczyk jako Eliza Minnick[8]
- Jasmin Savoy Brown jako Amanda[9]
- Klea Scott jako Dr. Eldredge[9]
- Anna Jacoby-Heron jako Kristen[9]
- Kate Miner jako Mindy Wallace[10]
- Phil Lamarr jako Steve Duncan[10]
- LaTanya Richardson Jackson jako Diane Pierce[11]
- June Squibb jako Elisa Clatch[12]
- Hal Holbrook jako Lewis Clatch[12]
- Richard Lawson jako Bill Pierce[13]
- Matthew Morrison jako dr Paul Stadler[14]

## Odcinki
| Nr | #  | Tytuł                                     | Polski tytuł                             | Reżyseria             | Scenariusz              | Premiera (ABC)       | Premiera w Polsce (Fox Polska) | Kod    |
| --- | -- | ----------------------------------------- | ---------------------------------------- | --------------------- | ----------------------- | -------------------- | ------------------------------ | ------ |
| 270 | 1  | Undo                                      | Cofnąć czas                              | Debbie Allen          | William Harper          | 22 września 2016     | 16 listopada 2016              | #13.1  |
| Sekret Meredith może popsuć jej relacje z Aleksem i Maggie. Richard pomaga Jo w podjęciu ważnej decyzji. April i Catherine nie mogą dojść do porozumienia w kwestii nowego członka rodziny. |    |                                           |                                          |                       |                         |                      |                                |        |
| 271 | 2  | Catastrophe and the Cure                  | Katastrofa i lekarstwo                   | Kevin McKidd          | Karin Gist              | 29 września 2016     | 16 listopada 2016              | #13.2  |
| Meredith zastanawia się nad swoją moralnością w związku z Alexem i tym, czy powinna poinformować personel. Alex musi uporać się z konsekwencjami swoich czynów. Jackson proponuje April układ, który ma jej pomóc w trakcie rekonwalescencji po porodzie. |    |                                           |                                          |                       |                         |                      |                                |        |
| 272 | 3  | I Ain't No Miracle Worker                 | Nie jestem cudotwórcą                    | Rob Corn              | Andy Reaser             | 6 października 2016  | 23 listopada 2016              | #13.3  |
| Rodzina jadąca na pogrzeb ulega wypadkowi samochodowemu i trafia do szpitala. Arizona wraca z Nowego Jorku i zostaje wmieszana w konflikt między Aleksem i Andrew. Ben próbuje wczuć się w rolę rodzica. |    |                                           |                                          |                       |                         |                      |                                |        |
| 273 | 4  | Falling Slowly                            | Powolne spadanie                         | Victoria Mahoney      | Jen Klein               | 13 października 2016 | 23 listopada 2016              | #13.4  |
| Alex próbuje postąpić jak należy, lecz brakuje mu czasu. Jackson i April przyzwyczajają się do nowej sytuacji, związanej z koniecznością opieki nad dzieckiem. Meredith i Nathan ustalają, co ich łączy. |    |                                           |                                          |                       |                         |                      |                                |        |
| 274 | 5  | Both Sides Now                            | Po obu stronach                          | Chandra Wilson        | Mark Driscoll           | 20 października 2016 | 30 listopada 2016              | #13.5  |
| Między Meredith i Bailey dochodzi do różnicy zdań po tym, jak okazuje się, że ich pacjenci potrzebują przeszczepu wątroby. Owen, który musi zająć się małą Harriet, prosi innych lekarzy o pomoc. |    |                                           |                                          |                       |                         |                      |                                |        |
| 275 | 6  | Roar                                      | Ryk                                      | Nicole Rubio          | Elizabeth J.B. Klaviter | 27 października 2016 | 30 listopada 2016              | #13.6  |
| Bailey musi zdecydować, co zrobić z Aleksem i stawić czoło naciskom ze strony Catherine. Trudny przypadek na izbie przyjęć sprawia, że i tak ciężki dzień Amelii staje się jeszcze gorszy. |    |                                           |                                          |                       |                         |                      |                                |        |
| 276 | 7  | Why Try to Change Me Now                  | Czemu chcesz mnie zmienić?               | Jeannot Szwarc        | Austin Guzman           | 3 listopada 2016     | 7 grudnia 2016                 | #13.7  |
| W szpitalu pojawia się nowa konsultantka. Kobieta wtrąca się do wszystkiego, co dzieje się na bloku operacyjnym. Amelia i Owen mają trudności z oddzieleniem życia osobistego i pracy. |    |                                           |                                          |                       |                         |                      |                                |        |
| 277 | 8  | The Room Where It Happens                 | Pokój, w którym się to dzieje            | Debbie Allen          | Meg Marinis             | 10 listopada 2016    | 7 grudnia 2016                 | #13.8  |
| Odcinek o sennych przywidzeniach. Webber.Owen.Meredit i Stephanie operują pacjenta z uszkodzeniem wątroby i nerki. |    |                                           |                                          |                       |                         |                      |                                |        |
| 278 | 9  | You Haven’t Done Nothin’                  | Nic nie zrobiłeś                         | Rob Corn              | Karin Gist              | 17 listopada 2016    | 25 stycznia 2017               | #13.9  |
| Dochodzi do katastrofy. Zawalił się budynek mieszkalny. Trwa walka o życie pacjentów. Jo wyznaje Alexowi prawdę o sobie i obawia się zeznań na rozprawie sądowej. Wszyscy walczą o dok. Webbera, po tym jak dowiedział się o odsunięciu od pracy przed Minik. Amelia pisze Huntowi list pożegnalny. |    |                                           |                                          |                       |                         |                      |                                |        |
| 279 | 10 | You Can Look (But You'd Better Not Touch) | Można popatrzeć (ale lepiej nie dotykać) | Jann Turner           | Tia Napolitano          | 26 stycznia 2017     | 1 lutego 2017                  | #13.10 |
| Miranda.Arizona i Jo przyjeżdżają do więzienia leczyć ciężarną nieletnią skazańczynie. |    |                                           |                                          |                       |                         |                      |                                |        |
| 280 | 11 | Jukebox Hero                              | Stary przebój                            | Kevin Rodney Sullivan | Zoanne Clack            | 2 lutego 2017        | 8 lutego 2017                  | #13.11 |
| Doktor Minik zaczyna swój pierwszy dzień i napotyka opór ze strony specjalistów. Meredit przeszukuje pobliskie więzienia w poszukiwaniach Alexa. Owen wciąż szuka Amelii. |    |                                           |                                          |                       |                         |                      |                                |        |
| 281 | 12 | None of Your Business                     | Nie twój interes                         | Geary McLeod          | Andy Reaser             | 9 lutego 2017        | 15 lutego 2017                 | #13.12 |
| Alex odnajduje się i stara się o powrót do pracy. Beliey zawiesza Grey. Do Grey-Sloan Seatle Memory przyjeżdża niespodziewany gość. |    |                                           |                                          |                       |                         |                      |                                |        |
| 282 | 13 | It Only Gets Much Worse                   | Może być tylko gorzej                    | Jeanot Szwarc         | Lauren Barnett          | 16 lutego 2017       | 22 lutego 2017                 | #13.13 |
| Kepner zostaje szefową chirurgii ogólnej. Minik wdraża kolejny etap nauczania rezydentów i pozwala im przeprowadzać samodzielne operacje. |    |                                           |                                          |                       |                         |                      |                                |        |
| 283 | 14 | Back Where You Belong                     | Powrót do korzeni                        | Oliver Bokelberg      | Jen Klein               | 23 lutego 2017       | 29 marca 2017                  | #13.14 |
| Rezydenci dokonują przeszczepu nerki. Alex i Meredit wracają do pracy. Robins i Minik mają potajemny romans. |    |                                           |                                          |                       |                         |                      |                                |        |
| 284 | 15 | Civil War                                 | Wojna domowa                             | Nicole Rubio          | Elizabeth J.B. Klaviter | 9 marca 2017         | 5 kwietnia 2017                | #13.15 |
| April przeżywa zdegradowanie na poprzednie stanowisko. Jackson kłóci się z matką. Caterine Avery proponuje Kepner prace w Chicago. Amelia wraca do pracy. |    |                                           |                                          |                       |                         |                      |                                |        |
| 285 | 16 | Who Is He (And What Is He to You)?        | Kim on jest (i co dla ciebie znaczy)?    | Kevin McKidd          | Elisabeth R. Finch      | 16 marca 2017        | 12 kwietnia 2017               | #13.16 |
| Avery wyjeżdża do Bozeman w Montanie. Avery odnalazł ojca. |    |                                           |                                          |                       |                         |                      |                                |        |
| 286 | 17 | Till I Hear It From You                   | Dopóki tego od ciebie nie usłyszę        | Kevin McKidd          | Austin Guzman           | 23 marca 2017        | 19 kwietnia 2017               | #13.17 |
| Do szpitala powraca mama Maggie, ale jej córka wciąż nie wie, dlaczego się tam znalazła. Owen i Amelia próbują nie myśleć o swoich problemach, podczas gdy walczą o zdrowie pacjenta po urazie. |    |                                           |                                          |                       |                         |                      |                                |        |
| 287 | 18 | Be Still, My Soul                         | Uspokój się, moja duszo                  | Ellen Pompeo          | Meg Marinis             | 30 marca 2017        | 26 kwietnia 2017               | #13.18 |
| Stan mamy Maggie ulega pogorszeniu. Lekarze mają różne poglądy na sposób, w jaki powinni ją leczyć. Richard w końcu się godzi z brakiem lojalności ze strony Bailey w kwestii programu rezydenckiego. |    |                                           |                                          |                       |                         |                      |                                |        |
| 288 | 19 | What’s Inside                             | Co jest w środku?                        | Nzingha Stewart       | Tia Napolitano          | 6 kwietnia 2017      | 03 maja 2017                   | #13.19 |
| Choć wielu lekarzy nie wierzy w jej kompetencje, Maggie podejmuje się leczenia poważnego przypadku. Opiekująca się jednym z pracowników szpitala Stephanie popełnia błąd. |    |                                           |                                          |                       |                         |                      |                                |        |
| 289 | 20 | In the Air Tonight                        | Coś wisi w powietrzu                     | Chandra Wilson        | Stacy McKee             | 13 kwietnia 2017     | 10 maja 2017                   | #13.20 |
| Podczas wspólnej podróży samolotem Nathan i Meredith zmuszeni są do konfrontacji z własnymi uczuciami. |    |                                           |                                          |                       |                         |                      |                                |        |
| 290 | 21 | Don't Stop Me Now                         | Teraz mnie nie powstrzymuj               | Louis Venosta         | Andy Reaser             | 27 kwietnia 2017     | 17 maja 2017                   | #13.21 |
| Megge dowiaduje się o zdradzie najbliższych - relacji Meredith i Riggsa, którzy udzielają wywiadu na konferencji, zorganizowanej po ich heroicznych wydarzeniach. |    |                                           |                                          |                       |                         |                      |                                |        |
| 291 | 22 | Leave It Inside                           | Pozostaw to w środku                     | Zetna Fuentes         | Elisabeth R. Finch      | 4 maja 2017          | 24 maja 2017                   | #13.22 |
| Minnick wychwytuje problemy z rezydentami, po czym zawiesza Stephanie. Sugeruje również, że Ben decyduje się na realizację wyłącznie prostych zabiegów i operacji. Maggie nie może nadal pogodzić się ze śmiercią matki i nie operuje pacjentkę z rozległym guzem. Romans Minnick i Robins rozkwita, podobnie jak relacja Meredith i Nathana. |    |                                           |                                          |                       |                         |                      |                                |        |
| 292 | 23 | True Colors                               | Prawdziwe kolory                         | Kevin McKidd          | William Harper          | 11 maja 2017         | 31 maja 2017                   | #13.23 |
| Owena odwiedzają wojskowi w domu i informują o znalezieniu jego zaginionej 10 lat temu siostry. Amelia pomaga Owenowi w ciężkiej sytuacji, wspólnie jadą do szpitala w którym wyląduje transport z Megan. Stephanie wraca do pracy, po krótkim zawieszeniu w związku z zastrzeżeniami dr.Minnick. Alex szuka męża Jo. Stephanie Edwards w obronie własnej i kilkuletniej Erin, która szwęda się po szpitalu podpala gwałciciela, a w szpitalu dochodzi do wybuchu! Dziewczynka, jak i sama Stephanie doznają ciężkich obrażeń podczas zdarzenia i na każdym kroku napotyka coraz większe problemy. Jackson szuka Stephanie na płonących korytarzach szpitala Grey Sloan Memorial, za co zostaje zrugany przez Maggie i April, która dostrzega jej uczucia do Averego. Meredith dołącza do Riggsa podczas operacji, by usprawnić przebieg operacji i móc jak najszybciej przekazać informacje o zaginionej przed laty narzeczonej. April dowodzi kryzysową sytuacją, a Ben zaczyna odkrywać, że jego powołaniem jest służba w straży pożarnej. Minnick zapomina poinformować służby o zaginięciu Stephanie. Ben odnajduje Stephanie i Erin na dachu szpitala. |    |                                           |                                          |                       |                         |                      |                                |        |
| 293 | 24 | Ring of Fire                              | Krąg ognia                               | Debbie Allen          | Stacy McKee             | 18 maja 2017         | 31 maja 2017                   | #13.24 |
| Trwa ewakuacja szpitala po eksplozji. Amelia jedzie z Owenem do szpitala.gdzie jest przewieziona Megan. Minik zostaje zwolniona. Jedna z rezydentek zostaje ciężko ranna. Stephanie rezygnuje z rezydentury. Grey zostaje sama. |    |                                           |                                          |                       |                         |                      |                                |        |